# Dorotea bibliotek
Dorotea bibliotek (sydsamiska: Kraapohken Gærjagåetie) är ett kombinerat folk- och skolbibliotek i Dorotea kommun i Västerbotten. Dorotea biblioteks nuvarande byggnad invigdes i oktober 1999. Byggnaden är utformad som en öppen bok och ritad av arkitekten Torsten Sundgren från Umeå.
Dorotea bibliotek ingår sedan 2005 i V8-biblioteken, som är ett samarbete mellan biblioteken i åtta kommuner i Västerbottens inland (Dorotea, Lycksele, Malå, Norsjö, Sorsele, Storuman, Vilhelmina och Åsele).
I samband med att Dorotea kommun blev samisk förvaltningskommun 2012 införde Dorotea bibliotek tvåspråkig skyltning, på svenska och sydsamiska. Biblioteket har en samisk samling med litteratur från hela Sápmi, med särskild betoning på sydsamisk kultur.
I biblioteket finns även en lokalsamling med litteratur och annat material från Dorotea med omnejd och Västerbotten i stort. Den lokala författaren Helmer Grundström har tillägnats ett eget rum på biblioteket. Rummet innehåller bland annat hans privata boksamling.